# Program OSN pro životní prostředí

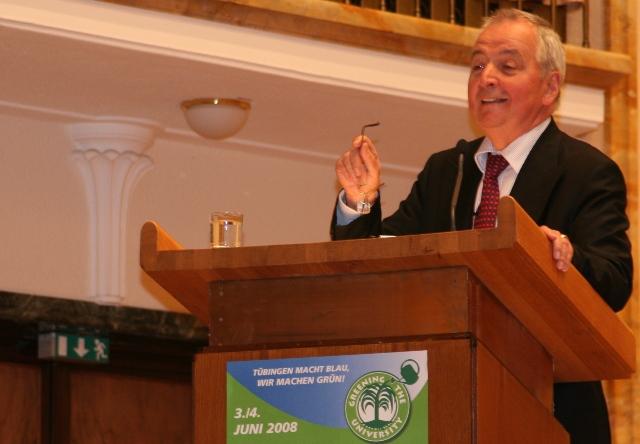
Klaus Töpfer byl výkonným ředitelem UNEP v letech 1998 až 2006

Program OSN pro životní prostředí (UNEP – z anglického United Nations Environment Programme) je speciální instituce Organizace spojených národů, vytvořená po Konferenci OSN o životním prostředí člověka ve Stockholmu v červnu 1972. K úkolům UNEP patří zjišťování možných rizik ohrožujících životní prostředí, prevence jeho poškozování a financování projektů na jeho ochranu. Mezi jednotlivými členskými státy iniciuje a koordinuje akce na ochranu životního prostředí. Konkrétněji je jejím úkolem je zajišťovat vedení a koordinaci aktivit, zprostředkovávat sdílení vědeckých poznatků a vypracovávat možná řešení v širokém spektru otázek, včetně otázek změny klimatu, řízení mořských a suchozemských ekosystémů a ekologického hospodářského rozvoje. Organizace také vypracovává mezinárodní dohody o životním prostředí, publikuje a propaguje vědecké poznatky o životním prostředí a pomáhá vládám jednotlivých států dosahovat cílů v oblasti životního prostředí.
Jako člen Rozvojové skupiny OSN se UNEP snaží pomoci světu splnit 17 cílů udržitelného rozvoje.
UNEP je sídlem sekretariátů několika mnohostranných environmentálních dohod a výzkumných orgánů, včetně Úmluvy o biologické rozmanitosti (CBD), Minamatské úmluvy o rtuti, Úmluvy o stěhovavých druzích a Úmluvy o mezinárodním obchodu ohroženými druhy volně žijících živočichů a planě rostoucích rostlin (CITES).
V roce 1988 založily Světová meteorologická organizace a UNEP Mezivládní panel pro změnu klimatu (IPCC). UNEP je také jednou z několika prováděcích agentur Globálního fondu pro životní prostředí (GEF) a Mnohostranného fondu pro provádění Montrealského protokolu.
UNEP někdy používá alternativní název UN Environment.
Výkonným ředitelem UNEP byl v letech 2006 až 2016 Achim Steiner. Od roku 2016 ho nahradil Erik Solheim.

## Struktura
Řídícím orgánem UNEP je Shromáždění OSN pro životní prostředí. Bylo vytvořeno v roce 2012 jako náhrada za Řídící radu, v současné době má 193 členů a schází se každé dva roky.
Struktura UNEP zahrnuje osm divizí:
- Divize pro vědu: cílem je poskytovat vědecky věrohodné hodnocení životního prostředí a informace pro udržitelný rozvoj. Podává zprávy o stavu globálního životního prostředí, hodnotí politiky a snaží se včas varovat před novými hrozbami pro životní prostředí. Má na starosti monitorování a podávání zpráv o životním prostředí s ohledem na Agendu 2030 a cíle udržitelného rozvoje.
- Divize politiky a programu: vytváří politiku a program UNEP. Tato divize zajišťuje koordinaci ostatních divizí.
- Divize ekosystémů: podporuje země v ochraně, obnově a řízení jejich ekosystémů. Zabývá se environmentálními příčinami a důsledky katastrof a konfliktů. Pomáhá zemím snižovat znečištění z činností na pevnině, zvyšovat odolnost vůči změně klimatu a myslet na životní prostředí při plánování rozvoje.
- Ekonomická divize: snaží se přimět velké podniky, aby více dbaly na ochranu životního prostředí. Má tři hlavní oddělení: Chemické látky a zdraví, Energie a klima a Zdroje a trhy.
- Kancelář pro záležitosti správy: zapojuje členské státy a další příslušné skupiny do využívání práce UNEP. Úřad slouží řídícímu orgánu UNEP, Shromáždění OSN pro životní prostředí, a jeho pomocnému orgánu, Výboru stálých zástupců, a řídí jejich zasedání. Pomáhá posilovat viditelnost, autoritu a vliv Shromáždění jako autoritativního hlasu v oblasti životního prostředí.
- Právní divize: pomáhá rozvíjet právo životního prostředí. Spolupracuje se zeměmi v boji proti trestné činnosti v oblasti životního prostředí a při plnění mezinárodních závazků v oblasti životního prostředí. Cílem právní divize je zlepšit spolupráci mezi zákonodárci na celém světě, kteří vytvářejí zákony v oblasti životního prostředí.
- Komunikační divize: rozvíjí a šíří sdělení UNEP. Předává je vládám i jednotlivcům prostřednictvím digitálních a tradičních mediálních kanálů.
- Divize korporátních služeb: zabývá se korporátními zájmy UNEP, jako je řízení a ochrana proti finančním rizikům.

## Aktivity
Hlavní činnosti UNEP se týkají:
- změny klimatu
  - včetně územního přístupu ke změně klimatu (Territorial Approach to Climate Change – TACC)
- katastrof a konfliktů
  - UNEP usiluje o zmírnění vlivu mimořádných událostí nebo přírodních katastrof na lidské zdraví a o přípravu na budoucí katastrofy. Přispívá k omezení vzniku katastrof prostřednictvím kontroly rovnováhy ekosystémů a aktivně podporuje Sendajský rámec pro snižování rizika katastrof, jehož cílem je snížit riziko katastrof (DRR). Kromě prevence přírodních katastrof podporuje UNEP země světa i ve vytváření zákonů nebo politik, které je chrání před vážnými škodami způsobenými katastrofami.Od roku 1999 pomohl 40 zemím zotavit se z následků katastrof.[13]
- řízení ekosystémů
- správy životního prostředí
- životního prostředí v režimu zkoumání
  - UNEP poskytuje informace a údaje o globálním životním prostředí zúčastněným stranám včetně vlád, nevládních organizací a veřejnosti, aby se mohly zapojit do realizace cílů udržitelného rozvoje.  Informace, které UNEP sdílí, jsou založeny na nejnovějších vědeckých poznatcích a jsou shromažďovány řádným způsobem. Díky tomu mohou tvůrci politik efektivně vyhledávat spolehlivé informace.  Prostřednictvím této publikace The Environment Outlook and the Sustainable Development Goals Indicators mohou mít zainteresované strany snadný přístup k informacím. Kromě toho platforma OSN pro online přístup k datům o výzkumu životního prostředí (UN Environment Live a Online Access to Research in Environment – OARE) poskytuje transparentní informace, shromážděné UNEP.[14]
- škodlivých látek
- efektivního využívání zdrojů